# 청춘 콤플렉스
〈청춘 콤플렉스〉(일본어: 青春コンプレックス 세이슌 콘푸렛쿠스[*])는 일본의 TV 애니메이션 《봇치 더 록!》의 작중에 등장하는 밴드 '결속 밴드'의 첫 번째 CD 싱글이다. 2022년 10월 9일에 디지털 발매를 선행개시하였고 같은 해 10월 12일에 애니플렉스에서 CD 발매되었다.

## 배경 및 출시
표제곡은 TV 애니메이션 《봇치 더 록!》의 오프닝 테마로 사용되었다.
작사는 히구치 아이, 작곡은 오토하-otoha-, 편곡은 미츠이 리츠오가 맡았다.
2022년 9월 14일에 표제곡이 TV 애니메이션 《봇치 더 록!》의 오프닝 테마로 기용되었음이 발표되었다.
제1화 방송일인 같은 해 10월 9일에 표제곡의 선행 디지털 발매를 개시했다.
같은 해 10월 12일 CD 싱글이 발매되었다. CD에는 표제곡과 표제곡의 Instrumental 외, 커플링으로서 신곡 〈외톨이 도쿄〉와 Instrumental을 수록했다. 또한 초회생산한정 혜택으로 '결속 밴드' 의 로고 스티커가 동봉되었다.
2023년 3월 18일에 표제곡의 풀 버전 스튜디오 라이브 영상이 도메이한의 대형 비전(신주쿠 유니카 비전, 오사카 톤보리 스테이션, 나고야 NAGY)에서 방영된 후, 19일에는 유튜브에서 공개되었다.
2023년 11월에는 스트림 수가 5,000만을 넘어, 일본레코드협회가 스트리밍 인정으로 골드 인정을 실시했다.

## 평가
음악 라이터 Z11은 표제곡에 대해 '연주 테크닉과 보컬의 존재감이 공존하면서 시너지를 내고 일본 음악 록 향기가 나는 이모셔널한 경치를 보여준다. 그리고 존재감 있는 기타는 선율을 흥얼거릴 정도로 캐치함이 있고 동시에 몇 번 다시 들어도 색이 바래지 않을 만큼 복잡하고 심오하다'고 평가했다. 가사에도 주목하며 '음악을 향한 초기 충동이 숨김없이 담겨 있고, 그 서투름도 포함해 이모셔널함과 풋내를 더욱 연출해 준다'고 말했다.

## 수록곡
전체 작사: 히구치 아이. 전체 편곡: 미츠이 리츠오
| #  | 제목                                                                 | 작곡            | 재생 시간 |
| -- | -------------------------------------------------------------------- | --------------- | --------- |
| 1. | 〈청춘 콤플렉스〉 (青春コンプレックス)                               | 오토하-otoha-   | 3:25      |
| 2. | 〈외톨이 도쿄〉 (ひとりぼっち東京)                                   | 나가이 마사미치 | 3:53      |
| 3. | 〈청춘 콤플렉스 (Instrumental)〉 (青春コンプレックス (Instrumental)) |                 | 3:25      |
| 4. | 〈외톨이 도쿄 (Instrumental)〉 (ひとりぼっち東京 (Instrumental))     |                 | 3:52      |

## 커버
- 호시 쇼코(마츠다 사츠미) - 모바일 게임 《아이돌마스터 신데렐라 걸즈 스타라이트 스테이지》 내에 2023년 10월 30일에 추가.[10]